# 近藤唯
近藤唯（日语：／ Kondō Yui，1988年6月28日—）日本女配音演員。於日本神奈川縣出生，Kenyu Office所屬，血型是A型。

## 出演作品

### 電視動畫
2011年
- 偶像大師（女高中生A）
- 靈異E接觸（サトミ）

2012年
- 大尾小岡（紅鶴2、ロウ、山羊、土撥鼠2、エンロ、子ブースケ1、フォグ、子象）
- 戰國Collection（園兒）
- 美少女死神 還我H之魂！（廣播）

2013年
- 我的腦內戀礙選項（雪平富良野）[2]
- 大尾小岡（騾、兔子、土撥鼠媽媽）

2014年
- 王者天下2（秀的母親）
- Baby Steps ~網球優等生~（槙原真純）
- 極黑的布倫希爾德（茜、女僕、兒童、助手）
- 卡片鬥爭!! 先導者G（羽鳥凜）

2015年
- 靈感少女（小孩、女子、女性客人、大嬸A、老婆、女子A、1年級女子A）
- 絕命制裁X（木場美琴）
- 青年黑傑克（拓、綠）
- 櫻子小姐腳下埋著屍體（津津見三奈美）

2016年
- 烙印勇士（貝貝、少年）
- ReLIFE 重返17歲（排球部後輩A、排球部部員A）
- D.Gray-man HALLOW（蘿特·賈梅托）

2017年
- 偶像事變（雨宮唯奈[3]）
- ALL OUT!!（生田美樹）

2018年
- 賽馬娘 Pretty Derby（琵琶晨光）

2019年
- Star☆Twinkle 光之美少女（天宮透馬、劫掠者、處女座的公主）
- 消滅都市（和子）

2020年
- 賽馬娘四格（琵琶晨光）

2021年
- 賽馬娘 Pretty Derby Season 2（琵琶晨光）

2022年
- JoJo的奇妙冒險 石之海（蜜拉休）

2023年
- 萊莎的鍊金工房 ～常闇女王與秘密藏身處～（塔奧·蒙伽特恩[4]）
- 偶像大師 百萬人演唱會！（篠宮可憐）

2024年
- 碰之道（林莉榭[5]）

2025年
- 鬼人幻燈抄（遠見之鬼女[6]）

### OVA
2015年
- 絕命制裁X（木場美琴）

2016年
- 少女們向荒野進發（小孩A）

### 配音
- 小查与寇弟的顶级遊轮生活（杰娜）
- 莉芙與小曼（莉芙‧魯尼、小曼‧魯尼）

### 遊戲
2011年
- 貴族少女的使命!（ノワ・テトレィ[7]）

2012年
- トイ・ウォーズ（海藤茜[8]）

2013年
- 偶像大師 百萬人演唱會！（篠宮可憐[9]）
- 蒼翼幻想曲CODE：EMBRYO（久音＝グラムレッド＝シュトルハイム[10]）

2014年
- 嫁コレ（雪平富良野）
- 屍體派對：馭血（Blood Drive）（篠崎幸）

2015年
- 蘇菲的鍊金工房～不可思議書的鍊金術士～（柯爾涅莉雅）
- 白貓Project（芭爾凡妮·法艾納茲、千早·草薙）

2016年
- 偶像事變（雨宮唯奈）

2017年
- 莉迪&蘇瑞的鍊金工房～不可思議繪畫的鍊金術士～（柯爾涅莉雅）
- 偶像大師 百萬人演唱會！劇場時光（篠宮可憐[9]）

2019年
Bustafellows（Teuta）
2021年
- 賽馬娘 Pretty Derby（琵琶晨光）

2022年
- 碧藍航線（羅馬）
- Dreamin' Her -我夢見了她。-（七瀨愛）

2023年
Bustafellows Season 2（Teuta）

## 外部連結
- （日語）Kenyu Office介紹
- （日語）very×berry×strawberry （页面存档备份，存于）（博客）
- 近藤唯的X（前Twitter）